# Sindis
Os sindis (ou sindhis) são um grupo étnico originário do Sind, Paquistão, que fala uma língua indo-ariana: o sindi.

No Paquistão eles são um dos cinco principais grupos étnicos que formam a população do país.

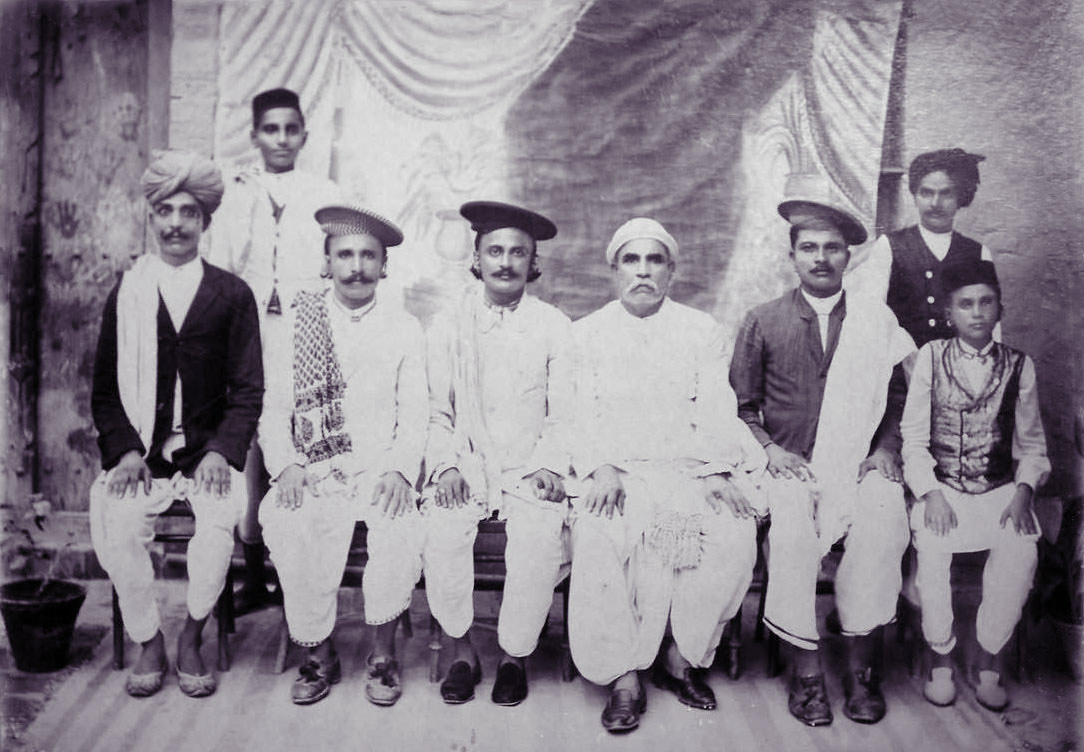
Foto antiga de um grupo de sindis hindus

A população de sindis é estimada em cerca de 26 milhões de pessoas, das quais 23,5 milhões residem no Paquistão e o restante na Índia.

## Religião
Os sindis residentes no Paquistão são predominantemente muçulmanos, enquanto que muitos dos que emigraram para a Índia, quando da divisão da Índia britânica em 1947, seguem o hinduísmo. 